# SELCAL
El SELCAL o SELective CALling es un sistema de llamada empleado en las comunicaciones radio HF (generalmente en vuelos transoceánicos).

## Razón de ser:HF
La radiotelefonía en aviación generalmente emplea frecuencias de VHF; más exactamente en un rango que va de 118,00 a 136,975 MHz. Sin embargo, este sistema tiene el problema de que las ondas se propagan en línea recta, como un haz de luz, de modo que tiene un "alcance visual": es decir, sólo se reciben aquellas estaciones con las que se podría establecer contacto visual. Por esta razón el alcance de la radio y los equipos de navegación (como el VOR) son tanto mayores cuanto mayor es la altitud.
Por lo tanto, en los vuelos a larga distancia (especialmente aquellos que trascurren sobre grandes masas de agua) se pierde el enlace radio con cualquier otra estación distinta de los tráficos más cercanos. Por esa razón se empezaron a usar las radios en HF, que funcionan en frecuencias de 3 a 30 MHz. La ventaja de estas radios es que tienen un alcance mucho mayor, pues se reflejan en una de las capas de la atmósfera: la ionosfera.
Sin embargo, el impacto de los rayos solares en esta capa de la atmósfera provoca una emisión 'basal' de radio. En otras palabras: en VHF, si nadie habla, no se oye nada. Pero en HF, aun cuando no haya ninguna transmisión, se recibe un sonido de estática continuo y muy molesto.

## Funcionamiento
La introducción del SELCAL en aviación perseguía eliminar las molestias causadas por el ruido de estática propio de la banda HF. Se dotó a los aviones de un decodificador SELCAL, que monitoriza permanentemente la radio HF, si bien esta permanece silenciada para la tripulación.
Así, cuando una estación terrestre quiere comunicarse con el avión, primeramente le llama emitiendo un código de cuatro frecuencias, que se corresponde con las cuatro letras del identificativo SELCAL del avión al que van dirigidas. El decodificador de la aeronave recibe este código y lo compara con el que tiene registrado como propio: si no es el suyo lo descarta, pero si lo reconoce avisa a la tripulación de que los están llamando.
Esa llamada se manifiesta con el encendido de una luz azul en cada equipo de comunicaciones y un sonido de aviso en cabina. La tripulación, que pudo haber bajado el volumen de la radio para evitar el ruido de la estática, entonces sube el volumen de dicha radio y se comunica con la estación que la está llamando.

## Formación de la clave SELCAL
La clave SELCAL generalmente está asociada con una aeronave desde el momento de su fabricación pues, como dijimos, es intrínseca a uno de los equipos instalados. Así pues generalmente se mantiene la misma clave durante toda la vida del avión, al contrario de lo que puede ocurrir, por ejemplo, con la matrícula.
Los códigos SELCAL están formados por dos pares de dos letras cada uno, correspondiendo una frecuencia diferente a cada letra. Primeramente se transmiten las frecuencias correspondientes a las dos letras del primer par (durante un segundo aproximadamente), y, tras una pausa de 0,2 segundos, se transmite el otro par.
Esa clave es reconocida por ARINC (Aeronautical Radio Inc.), y se forma siguiendo estas reglas:
- Sólo se pueden usar letras de A a S, excepto I, N y O.
- No se puede usar una misma letra dos veces en el mismo par (AABC...), pues el decodificador sería incapaz de distinguir una de otra.
- Las letras dentro de un mismo par deben estar por orden alfabético (ACDB no sirve).

- Datos: Q3459467